# 聯合國法律事務廳

聯合國法律事務廳（United Nations Office of Legal Affairs，UNOLA）是由联合国秘书处副秘書長管理的一個負責法律事務及法律顧問的單位。

## 歷史
聯合國法律事務廳成立於1946年，為聯合國秘書處、聯合國主要機構及聯合國其他機構提供統一的中央法律服務，並有助於逐步發展和編纂國際公法和貿易法。根據《聯合國憲章》第102條，法律事務廳登記、出版並作為國際條約的保管機構。法律事務廳還有助於促進和發展以及有效執行海洋法秩序。

## 單位
聯合國法律事務廳包含六個部門：
- 法律顧問辦事處（OLC)
- 一般法律司（GLD)
- 編纂司（COD)
- 海洋事務及國際海洋法（英语：Law of the Sea）司（DOALOS）
- 國際貿易法規（英语：International trade law）司（ITLD)
- 条约科（TREATY）

## 條約
聯合國法律事务厅条约部，根据560多项条约履行秘书长的职能，包括原件保管和签署批准书、加入书等作業；还负责根据《联合国宪章》第102条登记和公布条约和国际协定。在條約通過後，条约及其修正案必须遵循法律事务厅适用的联合国正式法律程序，包括签字、批准以及行使權力。

## 來源
- Hans Corell: United Nations Office of Legal Affairs, in: Karel Wellens（ed.): International Law: Theory and Practice. Essays in Honour of Eric Suy, The Hague/Boston/London: Martinus Nijhoff 1998, pp. 305–322.

## 外部連結
- UN Office of Legal Affairs（OLA） （页面存档备份，存于）
  - International Law - Action Plan
- Treaty Section（OLA) （页面存档备份，存于）
- United Nations Rule of Law: The Office of Legal Affairs （页面存档备份，存于）, on the rule of law work conducted by the Office of Legal Affairs.
- The United Nations Audiovisual Library of International Law （页面存档备份，存于）

1. ↑  . legal.un.org.   [2019-04-14]. （原始内容存档于2019-04-14）.
2. ↑  . treaties.un.org.   [2019-04-14]. （原始内容存档于2019-03-29） （英语）.